# أوتوهيكو كاغا
أوتوهيكو كاغا (باليابانية: 加賀 乙彦) واسمه الحقيقي ساداتاكا كوغي (باليابانية: 小木 貞孝) كاتب ياباني مواليد 22 نيسان 1929، عاش أحداث الحرب العالمية الثانية. هو في الأساس عالم في الطب النفسي وله مؤلفات فيه، كتب الروايات منذ الستينات وتفرغ للأدب والكتابة منذ الثمانينات ونال جوائز أدبية عديدة. اعتنق الكاثوليكية في عمر 58 متأثرا بشوساكو إندو.

## أعماله

### روايات
- مدينة الخلود (باليابانية: 永遠の都)

تقع في 3 آلاف صفحة و7 مجلدات تحكي تاريخ الحرب العالمية في اليابان يسميها النقاد «الحرب والسلام» اليابانية.
- سفينة بلا مرساة (باليابانية: 錨のない船)